# 徐東志
徐東志（？—1984年5月14日），臺灣死刑犯，涉嫌兇殺7人，已於1984年5月14日於台南執行槍決。徐東志於1976至1983年間殺害7人，與殺害7人的死刑犯管鐘演被合稱「徐管不離」。

## 經歷

### 因妨害家庭罪入獄
徐東志曾於1973年因妨害家庭罪判處有期徒刑三年，後依中華民國六十四年罪犯減刑條例減刑為1年6個月，於1975出獄。服刑期間，徐母曾託具遠房親戚關係之監獄管理員張金樹照顧。

### 第一次殺人
出獄後，徐東志多次拜訪曾照顧其之管理員張金樹，並認識其嫂張林熟與姪女張碧春（即張林熟之女），遂與張林熟建立情侶關係。
1976年1月29日，徐東志藉口請張碧春協助自己維修車輛，將其自桃園縣觀音鄉（今桃園市觀音區）帶往台北市徐之住處。下午，張林熟前往徐住處，借住一夜，期望明天能帶張碧春返回桃園過年，並向徐東志借錢，惟徐東志拒絕。當晚，張林熟再次企圖向徐東志借錢，更要脅徐不得與張碧春來往，徐東志心生憤怒，及後更生殺機，扯住張之頭部拖行，導致其顱骨斷裂，顱內出血而亡。徐東志隨後更欺騙張碧春其母親已返桃園，將其帶回觀音鄉後離去。
次日（1月30日），徐東志將張之屍體以棉被、帆布包裹，並駕駛鄰居託付修理的小貨車，棄屍於台中市（其姊夫塑膠工廠所在處）附近之竹林。

### 第二次殺人（酒女案）
1977年，徐東志認識酒女江玉雲，其一直期望移居日本，徐則謊稱自己有辦法幫助江偷渡到日本，以取悅江。江其後與徐同居，另夥同生意夥伴鄔財，三人共住一處。
1977年8月14日，江玉雲與鄔財兩人藉徐東志出門時偷情，被徐東志突然返回發現。徐東志心生殺意，將連接220伏特電源之線路接通，將江、鄔二人活活電死，直到屍體發出焦味才停手。隔日，徐東志將兩具屍體包裹，自行駕車，同樣棄屍於張之棄屍處（即台中市之竹林處）。

### 警察起疑
此三人之失蹤後來經警察調查，均為與徐東志有關之人，故徐東志亦受警方盤問。徐東志聲稱此三人已前往日本拍攝成人電影。當時台日之間偷渡之行為，拍攝成人電影極為常見，再加上並無證據證明徐東志涉案，故僅將徐東志列管，並未逮捕。

### 第三次殺人（藏寶案）
1983年1月4日，徐東志捏造1張藏寶圖，聲稱為當年日本人在台東縣太麻里鄉的一處藏寶基地，並藏有300多公斤的黃金，誘騙高雄4名金主林進壽、吳春榮（一說吳君榮）、郭梁、郭連成，出錢隨他上山「尋寶」。其後，數人由高雄市出發，由徐開車前往台東挖寶。隨後，徐東志攜同一個大鐵桶，謊稱能裝寶藏、躲警察。在山上，徐東志突然大喊一聲「警察來了」，讓四位金主躲進鐵桶內，隨後灌入大量瓦斯氣體，將四人毒殺致死。
隨後，徐東志將鐵桶送下山，於台南縣關廟鄉（今台南市關廟區）空地將鐵桶埋入地底。

### 東窗事發
1983年2月，吳春榮之妻陳玉發現吳失蹤多時，質問徐東志無果後將其送至警局。經警察局調查一個多月後，終於發現關廟藏屍處，使案件被揭發。
其後，徐東志在偵訊時聲稱日本黑道「木村勝雄」指使他殺害四人，更要求他在臺東走私黃金，證詞前後不一，真假參半，使警方無法調查事件。警方也曾一度依徐東志的證詞調查木村勝雄的來歷，惟一無所獲，令警方調查一時陷入膠著。
直到鄔財、江玉雲、張林熟等前三位被害人家屬看到新聞，出面指控徐東志殺人，警方遂開始調查前三人的命案。當時家屬們指證，江玉雲是北投酒家的紅牌酒女，有數百萬積蓄；鄔財失蹤前賣了1塊地，遇害當晚身上有100多萬元新台幣的鈔票，兩人皆沒理由到日本下海賺錢。經過警方長期調查後，終於在台中市竹林找到三人已腐爛的屍體。
在警方長達10小時的逼問下，徐東志最終承認所有罪行。
自此，警方確認七人遇害，就此偵結，經地檢署檢控，移送高雄地方法院提堂。

## 犯案動機
- 徐東志聲稱謀殺江玉雲、鄔財皆因為其偷情行為，屬情殺。
- 中時新聞網針對其犯案動機，則認為其為謀財，並指出：「先殺了出獄後十分關照他的張林熟，再電死江玉雲與鄔財，得到數百萬積蓄與賣地的100多萬元，貪得無厭的味口變大，再編造一個『尋寶大夢』，誘騙想發財的林進壽等4人，走進他精心設計的陷阱之中，他就這樣奪走了7條人命。」[1]

## 審判過程
|      | 日期          | 判決法院                     | 判決書字號                    | 罪行       | 刑罰                                       |
| ---- | ------------- | ---------------------------- | ----------------------------- | ---------- | ------------------------------------------ |
| 一審 | 1983年6月6日  | 中華民國臺灣高雄地方法院     | 未知                          | 三項謀殺罪 | 未知                                       |
| 二審 | 1984年3月26日 | 中華民國臺灣高等法院臺南分院 | 72年度重上二更（三）字第927號 | 三項謀殺罪 | 三項謀殺罪各處死刑，剝奪公權終身。         |
| 三審 | 1984年5月4日  | 中華民國最高法院             | 73年度台上字第2406號          | 三項謀殺罪 | 三項謀殺罪各處死刑定讞，剝奪公權終身定讞。 |

## 逸聞
1984年5月14日，徐東志於臺南監獄執行死刑前，請求向被害人敬酒，然而他卻擺放了9個酒杯，比已知受害者7人多出2個。檢察官當時頗為疑惑，未知是否多於7名被害人，惟死刑執行令已發下，需盡快執行死刑，故此事難以確證。另有一說認為此乃徐東志拖延死刑執行之手段，惟始終難以查證。

## 相關戲劇
- 1995年《台灣重案錄》箱殺
- 1997年《台灣變色龍》徐東志案